# Western Academy of Beijing
Western Academy of Beijing, WAB, är en grundskola i Beijing, Kina som grundades 1994 och erbjuder utbildning från förskola till årskurs 12. Skolan har cirka 1 500 elever med studenter från 50 olika länder. VD sedan skolstarten 2011–2012 Geoffrey G Andrews.
Western Academy of Beijing använder IB PYP (IB Primary Years Program) till årskurs 5, IB MYP (IB Middle Years Program) fram till och med årskurs 10 och IB DP (IB Diploma Program) för årskurs 11 och 12. Western Academy of Beijing blev 2008 utnämnd, som en av 500 skolor i Kina, till att vara en ”Olympic Educational Model School” inför de olympiska sommarspelen 2008. 

## Anläggningar
Western Academy of Beijing har ett ”Early Childhood Center”, Elementary School, Middle School och High School. Skolan har också tre olika bibliotek: ”The Sabina Brady Library”, ”The Red Scroll” och ”The Green Sky Studio”. Skolan har också en byggnad som kallas för HUB, där de undervisar eleverna i olika sporter, estetiska ämnen och där specialundervisning för teknikämnena bedrivs. 
Skolan har följande anläggningar:
- Tre dubbla idrottshallar
- En swimmingpool
- Fitnesscenter
- Löparbanor
- Tennisbanor
- Basketplaner för inomhus- och utomhusbruk
- Klätterväggar
- En amfiteater inomhus
- Tre bibliotek
- Datasalar
- Fyrtio NO-laboratorier
- Musik-, dans- och dramastudios
- Ljudisolerande inspelningsstudios
- Specialklassrum till för språk, teknik, lärande kök, konst och lärande stödmatsal samt klassrum för domstolar där rollspel äger rum
- Kaféer och lounger

Skolan har nyligen avslutat byggnaden av en multiplan, som också fungerar som rugbyplan.

## WABX
WABX är skolans extra fritidsaktiviteter, där det inkluderas sport och diverse andra aktiviteter. Elever från Western Academy of Beijing deltar i flera olika tävlingar med många andra internationella skolors studenter, inklusive ACAMIS (Association of Chinese And Mongolian International Schools,) ISAC (International Schools Association in China), EARCOS and APAC. Sporterna som eleverna kan utöva  på skolan är: rugby, fotboll, tennis, badminton, friidrott, volleyboll, basket, baseboll och softboll.